# Highlander: The Source
Highlander: The Source (Los inmortales: El origen en España) es una película estadounidense de 2007, dirigida por Brett Leonard. Protagonizada por Adrian Paul.

## Sinopsis
En Highlander: The Source El mundo está sumido en el caos. Duncan MacLeod, el Inmortal, recorre la ciudad que se desmorona, mientras va recordando los tiempos felices que vivió junto a su amada. Desesperado y solo, MacLeod se encuentra con su antigua banda, entre ellos con su misterioso amigo Methos, y un mortal, el Vigilante Joe Dawson. Reunido este pequeño grupo, juntos deciden encontrar el origen del primer inmortal y la fuente de su inmortalidad.

## Reparto
- Adrian Paul es Duncan MacLeod.
- Thekla Reuten es Anna Teshemka.
- Cristian Solimeno es El Guardián.
- Peter Wingfield es Methos.
- Jim Byrnes es Joe Dawson.